# Stráňany
Stráňany es un municipio del distrito de Stará Ľubovňa en la región de Prešov, Eslovaquia, con una población estimada a final del año 2024 de 180 habitantes.
Se encuentra ubicado al noroeste de la región, cerca del río Poprad (cuenca hidrográfica del río Vístula) y de la frontera con  Polonia.

## Demografía
| Año        | 1994 | 2004     | 2014 | 2024    |
| ---------- | ---- | -------- | ---- | ------- |
| Población  | 231  | 194      | 194  | 180     |
| Diferencia |      | −16,01 % | +0 % | −7,21 % |

| Año        | 2023 | 2024    |
| ---------- | ---- | ------- |
| Población  | 182  | 180     |
| Diferencia |      | −1,09 % |